# Paulskirche

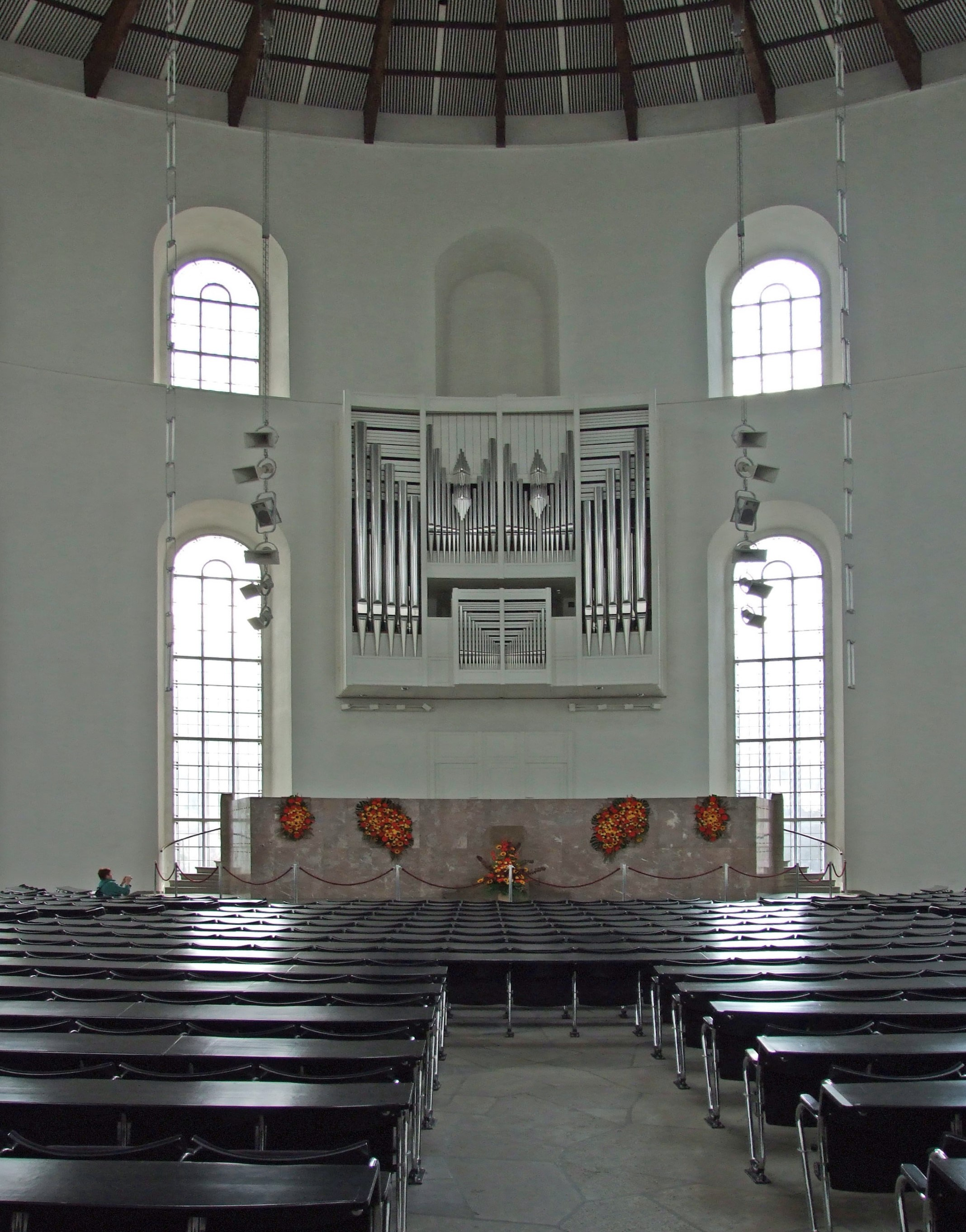
L'interno attuale

La ex chiesa di San Paolo (in tedesco: Paulskirche) è una chiesa sconsacrata di Francoforte sul Meno, in Germania, edificata tra il 1789 ed il 1833.

## Storia

### Il primo parlamento democratico tedesco
Nata originariamente come chiesa protestante, la Paulskirche negli anni 1848-1849 accolse le sedute del primo parlamento democratico tedesco, il cosiddetto Parlamento di Francoforte.
Il tentativo di unire la Germania con una costituzione unica fallì per la resistenza degli stati più grandi, la Prussia e l'Austria. Nel maggio 1849 un'insurrezione per imporre la costituzione viene sedata con la forza delle armi e l'aiuto di truppe prussiane. Il 30 maggio 1849 il Parlamento della Paulskirche viene sciolto.

### Il dopoguerra
Durante la seconda guerra mondiale la Paulskirche viene quasi completamente distrutta, come accadde anche al resto del centro di Francoforte. La chiesa è percepita come simbolo per la libertà e democrazia in Germania, e fu per questo uno dei primi edifici di Francoforte ad essere ricostruito nella Francoforte del dopoguerra. La ricostruzione del 1949 portava diversi cambiamenti dell'interno della chiesa.
Dalla ricostruzione non è più in uso come luogo di culto ma funge da sala per mostre e manifestazioni. La più nota di queste è la premiazione del Friedenspreises des Deutschen Buchhandels (Premio di pace del commercio librario tedesco) durante la annuale fiera del libro, che si svolge a Francoforte.
Nel 2015 è stata rappresentata su una moneta da due euro commemorativa.

## Descrizione

### Architettura
La ex chiesa di San Paolo sorge nella Paulsplatz, nel centro storico della città di Francoforte sul Meno.
La costruzione è costituita da un corpo centrale altro 28 metri impostato su pianta ovale con asse maggiore (est-ovest) di 40 metri e asse minore (nord-sud) di 30. Sull'asse minore vi è la torre campanaria terminante con cupoletta a pianta ottagonale. In direzione nord-est e nord-ovest si trovano due corpi quadrangolari alti quanto il corpo centrale all'interno dei quali si trovavano, fino al 1944, le scale che portavano al matroneo. Nelle fiancate della chiesa si aprono delle grandi finestre ad arco disposte su due ordini sovrapposti, che illuminano l'interno.
All'interno, la chiesa è suddivisa in due livelli sovrapposti. In quello superiore si trova l'ovale sala delle conferenze, orientata verso sud. Con una capienza di 1.200 persone, ha le pareti completamente spoglie ad eccezione degli stendardi dei sedici stati federati della Germania. A sud si trova la tribuna, costituita da un leggio in marmo scuro e dalla retrostante parete realizzata nel medesimo materiale. Sopra la tribuna vi è l'organo.
Nel seminterrato, si trova una seconda sala conferenze, con una capienza di 500 persone.

### Organo a canne
Sulla parete alle spalle della tribuna, in posizione sopraelevata, si trova l'organo a canne. Questo, costruito nel 1988 dalla ditta organaria Johannes Klais Orgelbau in sostituzione dell'organo provvisorio installato nel 1948, è a trasmissione meccanica, ha tre tastiere di 58 note ciascuna ed una pedaliera concava di 32. Di seguito, la sua disposizione fonica:
| Prima tastiera - Rückpositiv |        |
| Gedackt                      | 8'     |
| Quintade                     | 8'     |
| Praestant                    | 4'     |
| Rohrflöte                    | 4'     |
| Nasard                       | 2.2/3' |
| Waldflöte                    | 2'     |
| Terz                         | 1.3/5' |
| Quinte                       | 1.1/3' |
| Scharff                      | IV     |
| Cromorne                     | 8'     |
| Tremulant                    |        |

| Seconda tastiera - Hauptwerk |        |
| Bourdon                      | 16'    |
| Principal                    | 8'     |
| Doppelflöte                  | 8'     |
| Gambe                        | 8'     |
| Octave                       | 4'     |
| Hohlflöte                    | 4'     |
| Quinte                       | 2.2/3' |
| Octave                       | 2'     |
| Mixtur                       | V      |
| Cymbel                       | III    |
| Cornet V                     | 8'     |
| Trompete                     | 8'     |

| Terza tastiera - Schwellwerk |        |
| Gedackt                      | 16'    |
| Principal                    | 8'     |
| Rohrflöte                    | 8'     |
| Salicional                   | 8'     |
| Voix Celeste                 | 8'     |
| Octave                       | 4'     |
| Flauto Traverso              | 4'     |
| Quinte                       | 2.2/3' |
| Piccolo                      | 2'     |
| Progressio                   | III-V  |
| Basson                       | 16'    |
| Oboe                         | 8'     |
| Clairon                      | 4'     |
| Tremulant                    |        |

| Pedal        |      |
| Praestant    | 16'  |
| Subbass      | 16'  |
| Octave       | 8'   |
| Gedackt      | 8'   |
| Octave       | 4'   |
| Nachthorn    | 4'   |
| Rauschpfeife | IV-V |
| Posaune      | 16'  |
| Trompete     | 8'   |
| Clarine      | 4'   |

## Galleria d'immagini

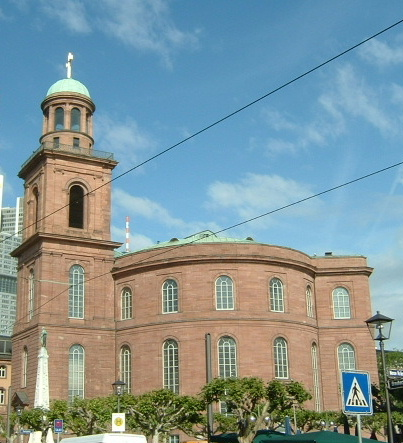
La Paulskirche.
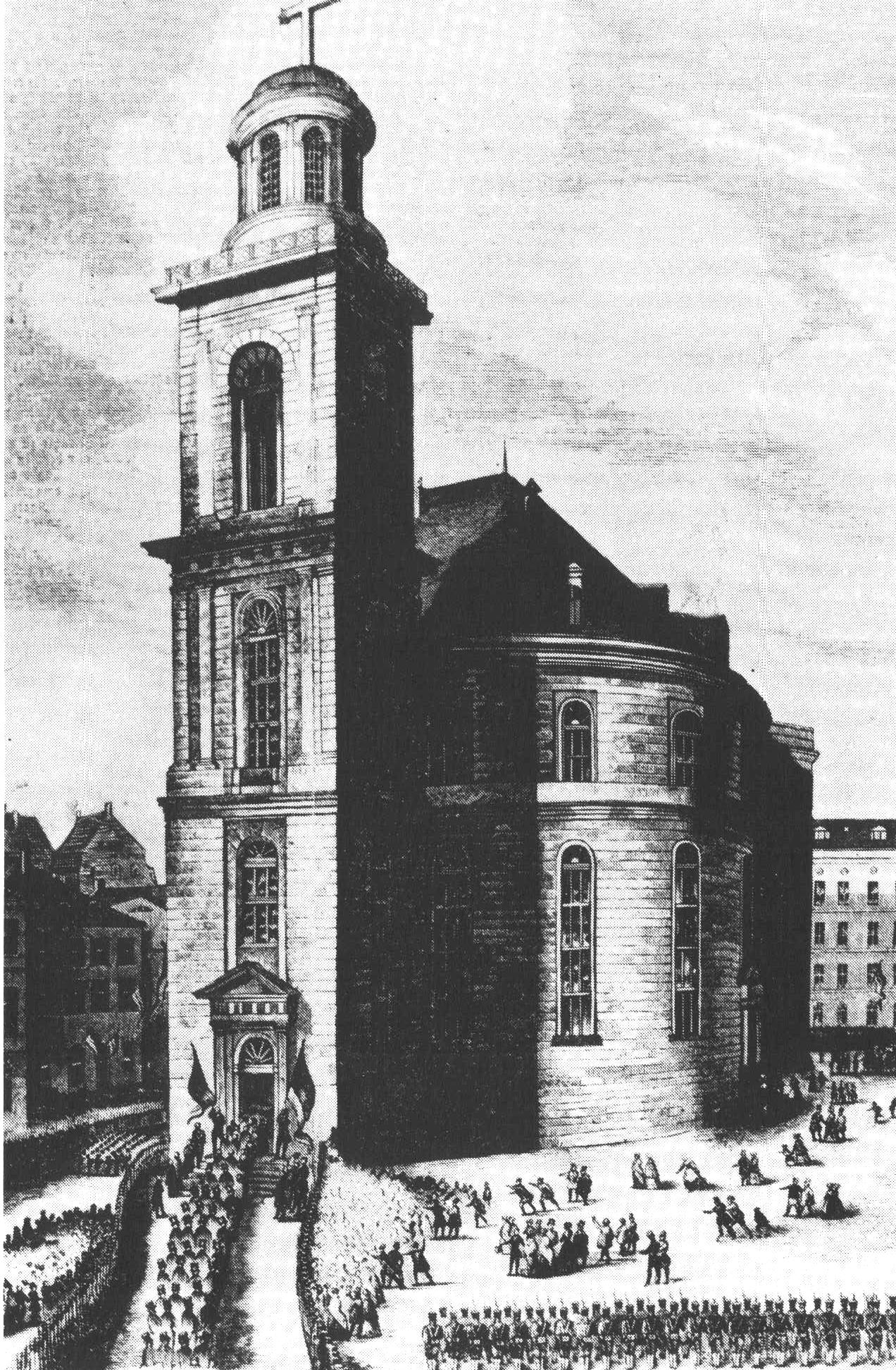
L'ingresso all'assemblea nazionale, illustrazione contemporanea.
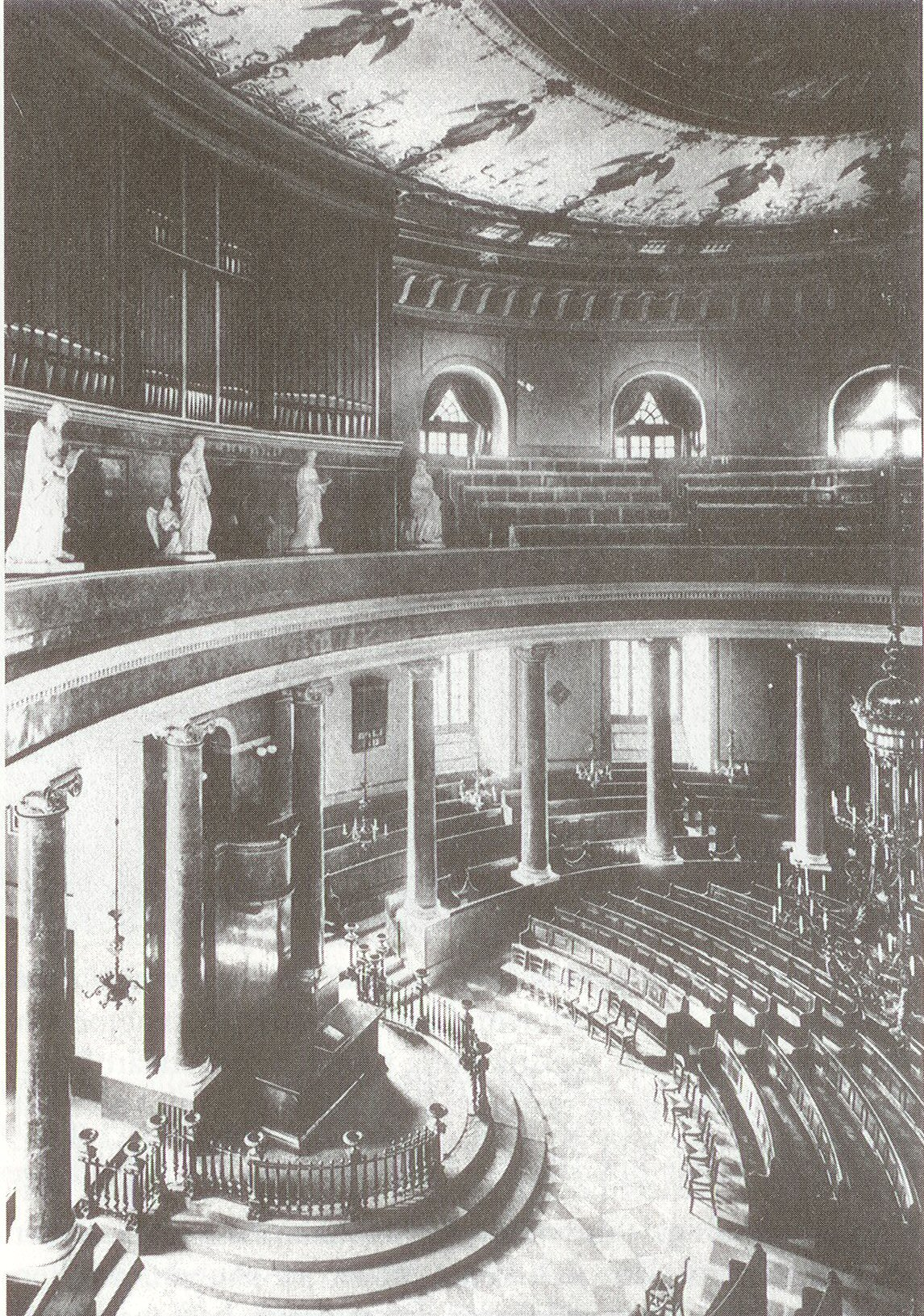
L'interno nel 1892
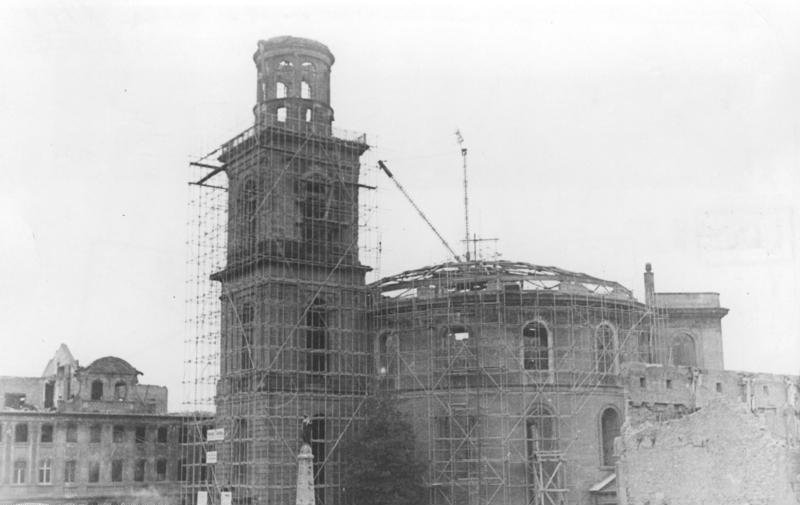
La ricostruzione della chiesa dopo la seconda guerra mondiale